# Митоптоз
Митоптоз — это запрограммированная смерть митохондрий, включающая последовательность биохимических реакций, приводящих к удалению повреждённых митохондрий, или в случае более серьёзных изменений — к интоксикации клетки и её последующему апоптозу. Последовательность событий «сигнал к самоликвидации — митоптоз — апоптоз» отражает основные положения теории самоубийства клеток, которая подразумевает неспособность обеспечить скорость восстановления клеток, соразмерной их гибели.
Митоптоз представляет собой механизм избавления клетки от «опасных» митохондрий, ставших таковыми в результате увеличения концентрации свободных радикалов, преимущественно, активных форм кислорода (АФК), или неспособности эти радикалы устранять. Этот механизм полезен, когда клетке необходимо избавиться от единичных повреждённых органелл. «Трупы» деградировавших митохондрий удаляются в процессе митофагии, ключевым агентом которого являются специальные органеллы — автофагосомы, или в составе митоптотических телец, которые экстрагируются во внеклеточное пространство. Внутри автофагосом митохондрии перевариваются частично, заканчивается переваривание после слияния с лизосомой. Если же суперпродукция АФК охватила всю митохондриальную сеть, то наступают более трагические последствия для клетки — она вступает в апоптоз.

## Основные формы митоптоза
Выделяют две основные формы митоптоза:1)связанные с нарушением внешней и/или 2)внутренней мембран митохондрии. В первом случае митохондрия сначала конденсируется, после чего происходит набухание её матрикса и фрагментация крист. Наконец, внешняя мембрана разрывается и остатки везикул крист выходят в цитоплазму. Как правило, митохондрии имеют бобовидную форму, а при набухании они принимают шарообразный вид. В процессе митоптоза, обусловленного изменениями во внутренней мембране, происходит следующее: внешняя мебрана остаётся без изменений, в то время как наблюдается изменение крист. Внутренняя мембрана начинает коалесцировать (уплотняться) с последующим разжижением (потерей плотности) матрикса, что ведёт к деградации крист.
В клетках также выделяют третий — смешанный — тип митоптоза. Митохондрия конденсируется, набухает, происходит везикулярная фрагментация крист, как в первом механизме, но разрыва внешней мембраны не происходит и митохондрия поглощается автофагосомой.

## АФК-индуцированный митоптоз
Митохондрии обладают собственными системами защиты от АФК (ферменты, низкомолекулярные вещества), однако если концентрация АФК продолжает расти, то клетка предпринимает более радикальные методы борьбы — вызывает митоптоз. Воздействие АФК приводит к превращению АТР/АDP-антипортера или других переносчиков анионов в неспецифические каналы, способные пропускать любые низкомолекулярные вещества. АТР/АDP-антипортер — белок внутренней мембраны митохондрий, осуществляющий транспорт адениннуклеотидов. АФК окисляют SH-группы цистеинов, обращённых в сторону матрикса. Такие каналы получили название "ППП" (permeability transition pore-PTP»): «пора, вызывающая переход (мембраны митохондрий) в состояние высокой проницаемости». Нарушается осмотический баланс между матриксом и межмембранным пространством митохондрий, полностью исчезает ΔΨ (трансмембранная разность электрических потенциалов). Вода устремляется в матрикс, разбавляя концентрированный белковый раствор (белков в матриксе гораздо больше, чем в межмембранном пространстве). В результате матрикс набухает, расправляются складки внутренней мембраны и происходит разрыв внешней мембраны, площадь которой меньше. При этом все белки, растворённые в межмембранном пространстве, и среди них цитохром c, выплескиваются в цитозоль. Внемитохондриальный цитохром с запускает дополнительные реакции для борьбы с АФК. Если не срабатывают и эти механизмы защиты, митохондрия вынуждена самоуничтожиться, так как не может существовать продолжительное время с открытыми порами. Помимо высвобождения цитохрома с происходит выход необходимых для работы митохондрии кофакторов — NAD+, NADP+. Прекращается важный репаративный процесс, который должен проходить за счёт белков-предшественников, в норме транспортируемых внутрь митохондрии. Таким образом, опасная органелла вступает в митоптоз, чтобы оградить клетку от дальнейшего риска.
Другой губительный для органеллы путь, связанный с накоплением АФК, это инактивация аконитазы. Аконитаза — фермент, осуществляющий обратимую реакцию изомеризации цитрата и изоцитрата, элемент цикла Кребса. У эукариот известно 2 изоформы аконитаз, одна из которых локализована в матриксе митохондрий, другая — в цитоплазме. Митохондриальная аконитаза в норме связана с мтДНК и предполагается, что она таким образом выполняет функцию гистонов. Инактивация снижает взаимодействие аконитазы с мтДНК, и в результате незащищённая ДНК становится доступной мишенью для губительного воздействия кислородных радикалов и других разрушительных воздействий.